# 布朗霍文
百富门公司（或：布朗福曼公司、布朗霍文公司），簡稱百富门或布朗霍文，以及布朗霍文股份（英語：Brown-Forman Corporation，：BF.A、：BF.B），為全美國最大製酒商，是在1870年由喬治·嘉雲·布朗（George Garvin Brown）創立，當時於路易維爾一家小型藥房售貨員工作，其後轉為銷售最有價值的，威士忌玻璃瓶，直至2006年9月底，則已銷售24億美元，而布朗家族持有70%普通股。
而現時主要品牌則有「杰克丹尼」、「南方舒適」、「芬蘭」、「沃福特威士忌」（Woodford Reserve Bourbon）、「加拿大米思特」、「早時」、「舊福斯特爾」、「柯貝爾香檳」（Korbel champagne），以及「香博树莓力娇酒」。
董事長及首席執行官為Paul C. Varga，總部位於850 Dixie Highway Louisville, Kentucky 40210。
而過去出售非核心業務包括尼諾士，以及孔查·托羅。而主要收購包括香博树莓力娇酒、赫雷多雅集團等。
2016年4月28日百富門集團宣佈，以2.85億英鎊收購BenRiach 班瑞克（也有譯為本利亞克）旗下的3大蘇格蘭單一麥芽品牌：GlenDronach 格蘭多納, BenRiach 班瑞克以及Glenglassaugh 格蘭格拉索，包括他們的註冊商標，三家蒸餾廠，一家裝瓶廠以及位於愛丁堡的公司總部。

## 連結
- Brown-Forman.com （页面存档备份，存于）